# 陳易奇
陳易奇（?—?），福建省福州府長樂縣人，清朝政治人物、同進士出身。
光緒二十四年（1898年），参加光緒戊戌科殿試，登進士三甲83名。同年五月，签分甘肃大挑知县。